# Robbie Kerr (kierowca)
Robbie Kerr, właśc. Robert Kerr (ur. 26 września 1979 w High Wycombe, Buckinghamshire) – brytyjski kierowca wyścigowy.

## Kariera

### Początki
Brytyjczyk karierę rozpoczął w roku 1991, od startów w kartingu. W 1997 roku przeszedł do wyścigów samochodów jednomiejscowych, debiutując w Formule First. Rok później przeniósł się do Brytyjskiej Formuły Renault. W latach 1999–2000 ścigał się w Formule Palmer Audi.
W roku 2001 awansował do Brytyjskiej Formuły 3. Startując w klasie narodowej, już w pierwszym podejściu sięgnął w niej po tytuł mistrzowski (zwyciężył w dwunastu wyścigach). Sezon później, podpisał kontrakt z ekipą Alan Docking Racing, na udział w głównym cyklu. I tu okazał się najlepszy, stając łącznie piętnaście razy na podium, z czego dziewięciokrotnie na najwyższym stopniu. W tym samym roku świetne wyniki sprawiły, iż Robbie dostał nagrodę „Autosport National Racing Driver of the Year”, na najlepszego brytyjskiego kierowcę roku.
W 2003 roku zawarł umowę z duńską stajnią Den Blå Avis, na starty w Międzynarodowej Formule 3000. Podczas pierwszego wyścigu na torze Imola, na skutek problemów z bolidem, Kerr nie przystąpił do rywalizacji. W wyniku kłopotów finansowych, Robert nie był w stanie opłacić dalszych startów, w konsekwencji tracąc posadę na rzecz Amerykanina Philipa Gieblera, po zaledwie jednej rundzie. W sezonie 2004 wystąpił w zaledwie pięciu rundach Europejskiego Pucharu Formuły Renault V6 (ponownie problemem był budżet Brytyjczyka). W tym czasie sięgnął po pole position w pierwszym wyścigu, na torze Monza oraz zwyciężył w drugim starcie w Walencji. Zdobyte punkty pozwoliły mu na zajęcie 15. pozycji w końcowej klasyfikacji.

### A1 Grand Prix
W latach 2005–2008, w przerwie zimowej, Brytyjczyk brał udział w serii A1 Grand Prix, w narodowym zespole Wielkiej Brytanii. W ciągu trzech sezonów Robert siedemnastokrotnie stawał na podium, z czego trzy razy na najwyższym stopniu. Robert, którego w kilku rundach zastępowali jego rodacy Darren Manning oraz Oliver Jarvis, miał największy udział w trzykrotnym zajęciu 3. miejsca w klasyfikacji generalnej, przez swoją ekipę.

### Formuła Renault 3.5
W sezonie 2006 Kerr ścigał się w Formule Renault 3.5, w belgijskiej stajni KTR. W ciągu siedemnastu wyścigów, Brytyjczyk sześciokrotnie dojechał na punktowanej pozycji, najlepiej spisując się w pierwszym wyścigu we Francji, kiedy to zajął czwarte miejsce. Uzyskane punkty sklasyfikowały go na 17. miejscu.

### 24h Le Mans
W 2007 roku Robbie wystartował w słynnym dobowym wyścigu 24h Le Mans, we francuskim zespole Barazi Epsilon. Partnerując Meksykaninowi Adriánowi Fernándezowi oraz Japończykowi Haruki Kurosawie, ostatecznie zmagania zakończył na 17. lokacie.

## Wyniki w Formule Renault 3.5
| Legenda oznaczeń w tabelach wyników Wyświetl szablon na nowej stronie | Legenda oznaczeń w tabelach wyników Wyświetl szablon na nowej stronie                                                                     |
| Oznaczenie                                                            | Wyjaśnienie |
| --------------------------------------------------------------------- | --- |
| Złoty                                                                 | Zwycięzca lub mistrzostwo |
| Srebrny                                                               | 2. miejsce lub wicemistrzostwo |
| Brązowy                                                               | 3. miejsce lub II wicemistrzostwo |
| Zielony                                                               | Ukończył, punktował (w klasyfikacji generalnej, gdy zdobył co najmniej jeden punkt na przestrzeni sezonu, poza trzema powyższymi opcjami) |
| Niebieski                                                             | Ukończył, nie punktował (w klasyfikacji generalnej, gdy nie zdobył co najmniej jednego punktu na przestrzeni sezonu)                      |
| Czerwony                                                              | Nie zakwalifikował się (NZ) |
| Czerwony                                                              | Nie prekwalifikował się (NPK) |
| Różowy                                                                | Nie ukończył (NU) |
| Różowy                                                                | Niesklasyfikowany (NS) (w klasyfikacji generalnej, gdy nie został sklasyfikowany w żadnym wyścigu sezonu)                                 |
| Czarny                                                                | Zdyskwalifikowany (DK) |
| Czarny                                                                | Wykluczony (WYK/EX) |
| Biały                                                                 | Nie wystartował (NW) |
| Biały                                                                 | Kontuzjowany (K/INJ) |
| Biały                                                                 | Wyścig odwołany (OD/C) |
| Bez koloru                                                            | Został wycofany (WYC/WD) |
| Bez koloru                                                            | Nie przybył (NP/DNA) |
| Bez koloru                                                            | Nie brał udziału w treningach (NT/DNP) |
| Bez koloru                                                            | Nie został zgłoszony (–) |
| Pogrubienie                                                           | Start z pole position |
| Kursywa                                                               | Najszybsze okrążenie wyścigu |
| †                                                                     | Nie ukończył, ale jego rezultat został zaliczony ze względu na przejechanie więcej niż 90% dystansu wyścigu.                              |
| *                                                                     | Sezon w trakcie |
| 1/2/3                                                                 | Punktowana pozycja w sprincie kwalifikacyjnym                                                                                             |
| Lista systemów punktacji Formuły 1                                    | |

| Rok  | Zespół | Wyniki w poszczególnych eliminacjach | Wyniki w poszczególnych eliminacjach | Wyniki w poszczególnych eliminacjach | Wyniki w poszczególnych eliminacjach | Wyniki w poszczególnych eliminacjach | Wyniki w poszczególnych eliminacjach | Wyniki w poszczególnych eliminacjach | Wyniki w poszczególnych eliminacjach | Wyniki w poszczególnych eliminacjach | Wyniki w poszczególnych eliminacjach | Wyniki w poszczególnych eliminacjach | Wyniki w poszczególnych eliminacjach | Wyniki w poszczególnych eliminacjach | Wyniki w poszczególnych eliminacjach | Wyniki w poszczególnych eliminacjach | Wyniki w poszczególnych eliminacjach | Wyniki w poszczególnych eliminacjach | Punkty | Pozycja |
| ---- | ------ | ------------------------------------ | ------------------------------------ | ------------------------------------ | ------------------------------------ | ------------------------------------ | ------------------------------------ | ------------------------------------ | ------------------------------------ | ------------------------------------ | ------------------------------------ | ------------------------------------ | ------------------------------------ | ------------------------------------ | ------------------------------------ | ------------------------------------ | ------------------------------------ | ------------------------------------ | ------ | ------- |
| 2006 | KTR    | ZOL                                  | ZOL                                  | MON                                  | TUR                                  | TUR                                  | ITA                                  | ITA                                  | SFR                                  | SFR                                  | DEU                                  | DEU                                  | GBR                                  | GBR                                  | FRA                                  | FRA                                  | ESP                                  | ESP                                  | 20     | 17      |
| 2006 | KTR    | 7                                    | NU                                   | 7                                    | NU                                   | NU                                   | 10                                   | NU                                   | 22†                                  | DK                                   | 15                                   | 10                                   | 12                                   | 10                                   | 4                                    | 21†                                  | NU                                   | NU                                   | 20     | 17      |